# 1858년 미국 상원의원 선거
1858년 미국 상원의원 선거는 1858년 각 주에서 2명씩 상원의원을 선출했다

## 선거 결과
| 정당   | 의석 수 |
| ------ | ------- |
| 민주당 | 38석    |
| 공화당 | 26석    |
| 미국당 | 2석     |

## 같이 보기
- 링컨-더글러스 논쟁